# سیف وایا (آریزونا)
سیف وایا (به انگلیسی: Sif Vaya) یک منطقهٔ مسکونی در ایالات متحده آمریکا است که در آریزونا واقع شده‌است. سیف وایا که در اودهام به معنای چاه تلخ است، در نتیجه تصمیم هیئت بررسی نام‌های جغرافیایی در سال ۱۹۴۱به نام رسمی تبدیل شد. سیف وایا ۵۹۹ متر بالاتر از سطح دریا واقع شده‌است.